# جوزيف ميشيل (ملحن)
جوزيف ميشيل (بالفرنسية: Joseph Michel)‏ هو ملحن فرنسي، ولد في 1679، وتوفي في 4 نوفمبر 1736.